# Bahnstrecke Blatná–Nepomuk
| Kursbuchstrecke (SŽ): | 191                  |                                                       |                                                       |
| Streckenlänge: | 24,698 km            |                                                       |                                                       |
| Spurweite: | 1435 mm (Normalspur) |                                                       |                                                       |
| Streckenklasse: | B2                   |                                                       |                                                       |
| Streckengeschwindigkeit: | 50 km/h              |                                                       |                                                       |
| |                      |                                                       |                                                       |
| \| \| \| von Březnice (vorm. LB Strakonitz–Blatná–Březnitz) \| \| \| \| 0,000 \| Blatná früher Blatna \| Blatná früher Blatna \| \| \| \| nach Strakonice (vorm. LB Strakonitz–Blatná–Březnitz) \| \| \| \| \| Lomnice \| \| \| \| 5,036 \| Tchořovice früher Thořovitz \| Tchořovice früher Thořovitz \| \| \| \| Lomnice \| \| \| \| 6,632 \| Lnáře früher Schlüsselburg \| Lnáře früher Schlüsselburg \| \| \| 8,135 \| Hradiště u Blatné \| Hradiště u Blatné \| \| \| 10,678 \| Kasejovice früher Kasejowitz \| Kasejovice früher Kasejowitz \| \| \| 13,550 \| Kasejovice zastávka \| Kasejovice zastávka \| \| \| 14,992 \| Životice \| Životice \| \| \| 17,575 \| Kotouň früher Kotaun \| Kotouň früher Kotaun \| \| \| 20,706 \| Želvice \| Želvice \| \| \| 22,793 \| Třebčice \| Třebčice \| \| \| \| von České Budějovice (vorm. KFJB) \| \| \| \| 24,698 \| Nepomuk \| Nepomuk \| \| \| \| nach Plzeň hl. n. (vorm. KFJB) \| \| |                      |                                                       |                                                       |
| Strecke |                      | von Březnice (vorm. LB Strakonitz–Blatná–Březnitz)    | von Březnice (vorm. LB Strakonitz–Blatná–Březnitz)    |
| Bahnhof | 0,000                | Blatná früher Blatna                                  | Blatná früher Blatna                                  |
| Abzweig geradeaus und nach links |                      | nach Strakonice (vorm. LB Strakonitz–Blatná–Březnitz) | nach Strakonice (vorm. LB Strakonitz–Blatná–Březnitz) |
| Brücke über Wasserlauf |                      | Lomnice                                               | Lomnice                                               |
| Haltepunkt / Haltestelle | 5,036                | Tchořovice früher Thořovitz                           | Tchořovice früher Thořovitz                           |
| Brücke über Wasserlauf |                      | Lomnice                                               | Lomnice                                               |
| Bahnhof | 6,632                | Lnáře früher Schlüsselburg                            | Lnáře früher Schlüsselburg                            |
| Haltepunkt / Haltestelle | 8,135                | Hradiště u Blatné                                     | Hradiště u Blatné                                     |
| Bahnhof | 10,678               | Kasejovice früher Kasejowitz                          | Kasejovice früher Kasejowitz                          |
| ehemaliger Haltepunkt / Haltestelle | 13,550               | Kasejovice zastávka                                   | Kasejovice zastávka                                   |
| Haltepunkt / Haltestelle | 14,992               | Životice                                              | Životice                                              |
| Bahnhof | 17,575               | Kotouň früher Kotaun                                  | Kotouň früher Kotaun                                  |
| Haltepunkt / Haltestelle | 20,706               | Želvice                                               | Želvice                                               |
| Haltepunkt / Haltestelle | 22,793               | Třebčice                                              | Třebčice                                              |
| Abzweig geradeaus und von links |                      | von České Budějovice (vorm. KFJB)                     | von České Budějovice (vorm. KFJB)                     |
| Bahnhof | 24,698               | Nepomuk                                               | Nepomuk                                               |
| Strecke |                      | nach Plzeň hl. n. (vorm. KFJB)                        | nach Plzeň hl. n. (vorm. KFJB)                        |

Die Bahnstrecke Blatná–Nepomuk ist eine regionale Eisenbahnverbindung in Tschechien, die ursprünglich von der Lokalbahn Strakonitz–Blatná–Březnitz als Lokalbahn Blatna–Nepomuk erbaut wurde. Sie verläuft von Blatná nach Nepomuk.
Nach einem Erlass der tschechischen Regierung ist die Strecke seit dem 20. Dezember 1995 als regionale Bahn („regionální dráha“) klassifiziert.

## Geschichte

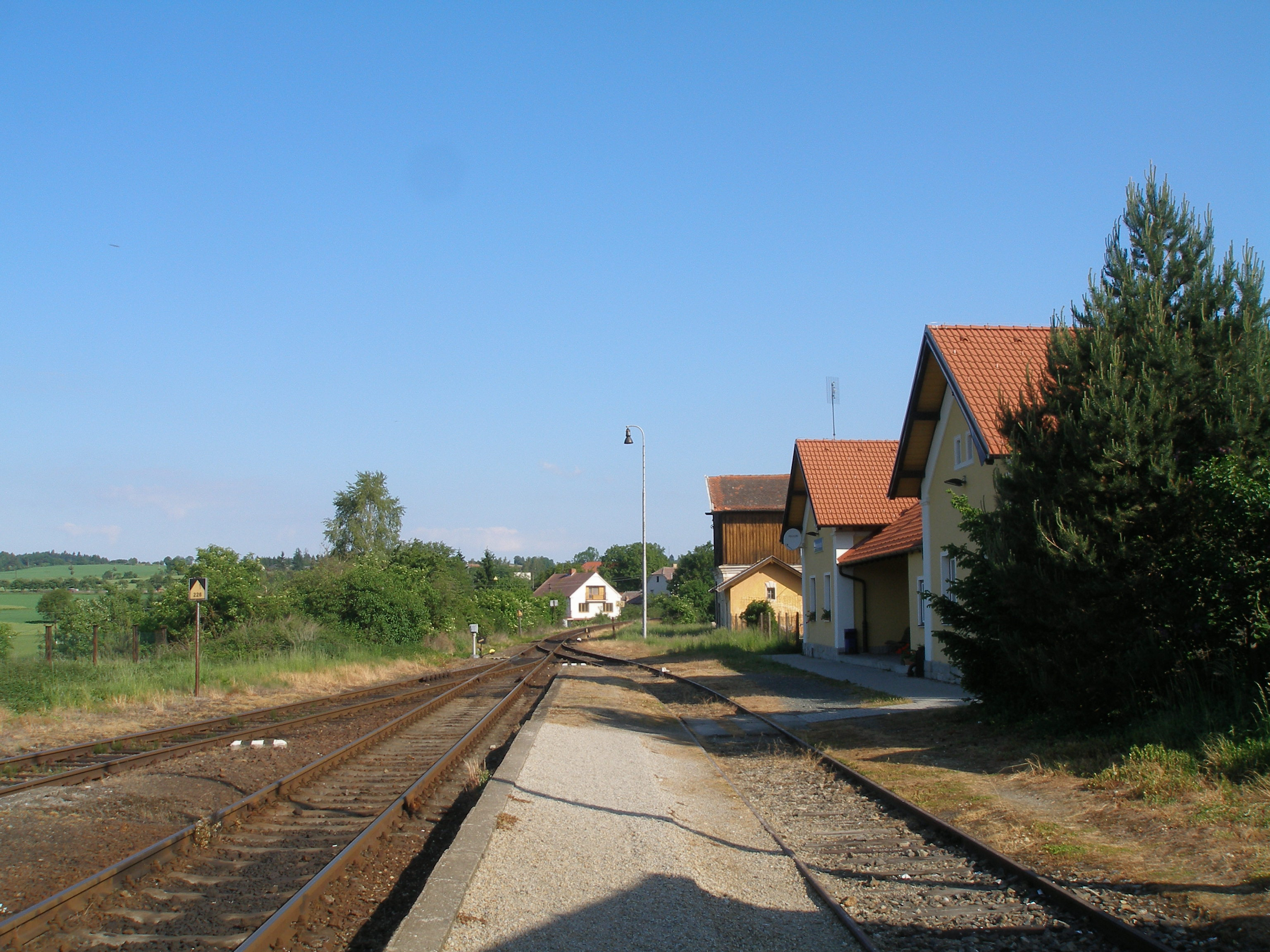
Bahnhof Kasejovice (2012)

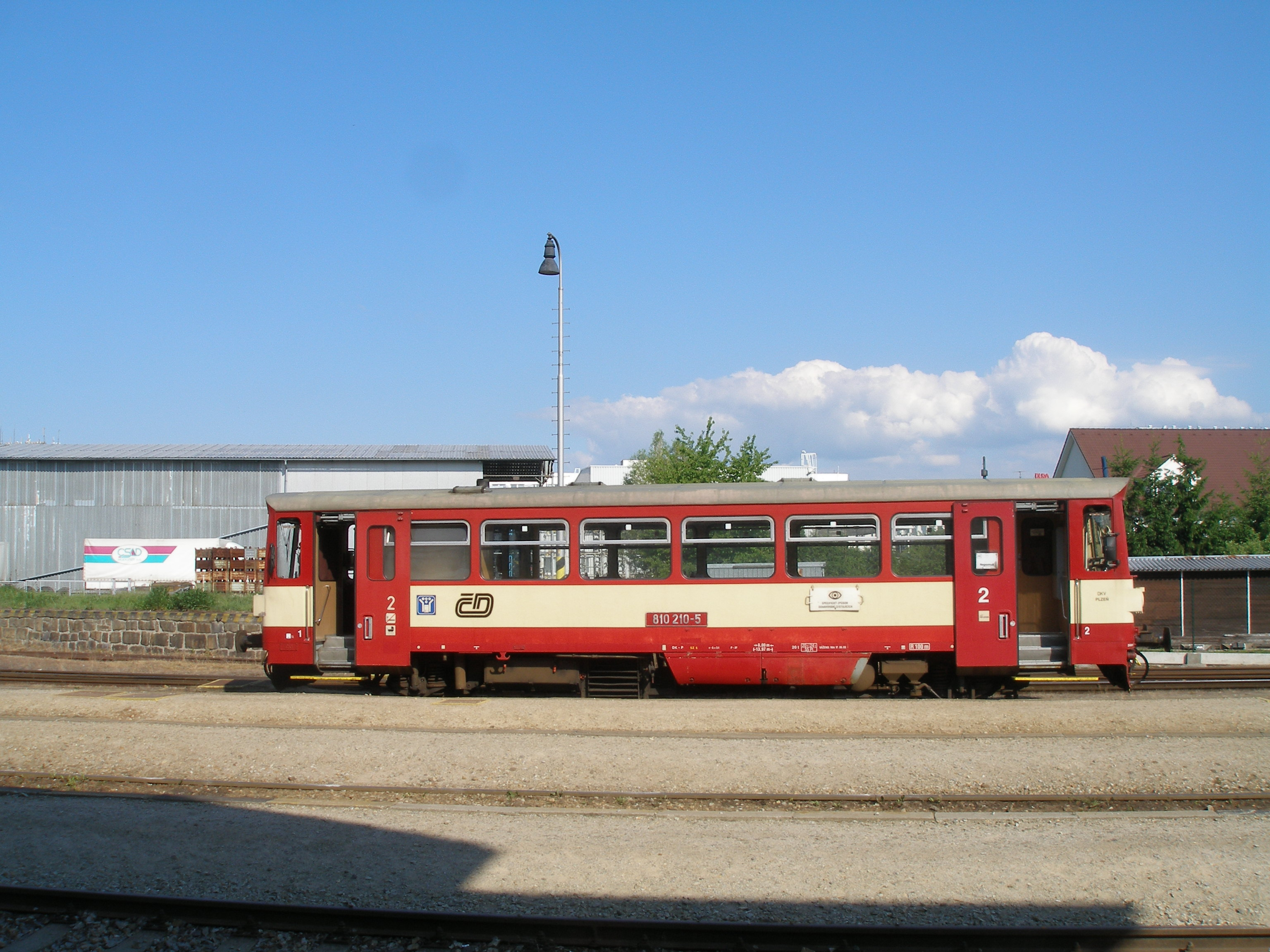
Reisezug nach Nepomuk in Blatná (2012)

Die Konzession für die Lokalbahn Blatna–Nepomuk erhielten die Gründer der Lokalbahn Strakonitz–Blatná–Březnitz zusammen mit der Strecke Březnitz–Rožmital am 21. Februar 1897. Eröffnet wurde die Strecke am 11. Juni 1899. Den Betrieb führten die k.k. Staatsbahnen (kkStB) für Rechnung der Eigentümer aus.
Im Jahr 1912 wies der Fahrplan der Lokalbahn drei gemischte Zugpaare 2. und 3. Klasse aus. Sie benötigten für die 32 Kilometer lange Strecke etwa 90 Minuten.
Nach dem Zerfall Österreich-Ungarns im Oktober 1918 ging die Betriebsführung an die neu gegründeten Tschechoslowakischen Staatsbahnen (ČSD) über. Mit der Verstaatlichung der Lokalbahngesellschaft gehörte ab 1. Jänner 1925 auch die Infrastruktur zum Netz der ČSD.
Mit dem Einsatz moderner Motorzüge kam es Ende der 1920er Jahre zu einer signifikanten Fahrzeitverkürzung. Der Winterfahrplan von 1937/38 verzeichnete fünf Personenzugpaare 3. Klasse, die sämtlich als Motorzug verkehrten. Die Fahrzeit in der Relation Nepomuk–Blatná betrug nur noch 47–50 Minuten.
Im Zweiten Weltkrieg lag die Strecke zur Gänze im Protektorat Böhmen und Mähren. Betreiber waren jetzt die Protektoratsbahnen Böhmen und Mähren (ČMD-BMB). Am 9. Mai 1945 kam die Strecke wieder vollständig zu den ČSD.
Am 1. Januar 1993 ging die Strecke im Zuge der Auflösung der Tschechoslowakei an die neu gegründeten České dráhy (ČD) über. Seit 2003 gehört sie zum Netz des staatlichen Infrastrukturbetreibers Správa železniční dopravní cesty (SŽDC).
Im Fahrplan 2019 wird die Strecke werktäglich von neun Personenzugpaaren bedient, an den Wochenenden sind es drei. Ein weiteres Zugpaar an Werktagen bedient in den Abendstunden die Relation Blatná–Kasejovice.